# نادي كياسو
نادي كياسو لكرة القدم (بالفرنسية: FC Chiasso) نادي كرة قدم سويسري يلعب في دوري الدرجة الأولى . تم تأسيس النادي في سنة 1905.